# Lars-Göran Öst
Lars-Göran Öst, född 21 september 1945, är professor emeritus i klinisk psykologi vid Stockholms universitet och legitimerad psykolog. Han är bland annat känd för sin forskning kring effektiviteten av olika psykoterapiformer och är en förespråkare för kognitiv beteendeterapi.
Öst utvecklade ensessionsbehandling för specifik fobi, som numera är den rekommenderade behandlingen.